# كان لويس رواجاسور
الأمير لويس رواغاسور (الكيروندية: Ludoviko Rwagasore؛ 10 يناير 1932 - 13 أكتوبر 1961) كان أميرًا وسياسيًا بورونديًا وثاني رئيس وزراء لبوروندي لمدة أسبوعين من 28 سبتمبر 1961 حتى اغتياله في 13 أكتوبر من العام نفسه.  
وُلد رواغاسور لعائلة غانوا الملكي أبوه هو موامبوتسا الرابع موامي (ملك) بوروندي الخاضعة للإدارة البلجيكية في عام 1932. تلقى تعليمه في المدارس الكاثوليكية البوروندية قبل أن يكمل دراسته الجامعية في بلجيكا. عاد إلى بوروندي في منتصف الخمسينيات وأطلق عددًا من التعاونيات الاقتصادية لتمكين السكان المحليين اقتصاديًا.
انخرط رواغاسور بعد ذلك في العمل السياسي والتحق بحزب الاتحاد من أجل التقدم الوطني ودعا إلى استقلال بوروندي عن السيطرة البلجيكية وتعزيز الوحدة الوطنية وإقامة ملكية دستورية. سعى إلى توسيع قاعدة الحزب ليضم مختلف المناطق والأعراق والطبقات فرضت الحكومة البلجيكية الإقامة الجبرية على رواغاسور عام 1960 خلال الانتخابات البلدية في محاولة للحد من نفوذه.  
تراجعت الإدارة البلجيكية أمام الضغوط الدولية فشارك لويس وحزبه في الانتخابات وفازوا بأغلبية ساحقة فيها ليصبح لويس رئيس الوزراء في 28 سبتمبر، لكن بعد أسبوعين فقط اغتاله مواطن يوناني بتحريض من قادة حزب سياسي منافس وسط شبهات بتورط المقيم البلجيكي في بوروندي.